# آدریانو روساتو
آدریانو روساتو (به پرتغالی: Adriano Fabiano Rossato) مدافع اهل برزیل است که در شهر Vila Velha و در تاریخ ۲۷ اوت ۱۹۷۷ به دنیا آمده‌است.
آدریانو روساتو در تیم‌های فوتبال بوتافوگو سابقهٔ حضور دارد.